# Брайън Кобилка
Брайън Кент Кобилка (на английски: Brian Kent Kobilka) е американски физиолог, лауреат на Нобелова награда за химия от 2012 г. заедно с Робърт Лефковиц за откритията, които разкриват начина на действие на G протеин-свързаните рецептори. Преподава молекулярна и клетъчна физиология в училището по медицина към Станфордския университет.

## Ранен живот и образование
Кобилка е роден на 30 май 1955 г. в Литъл Фолс в семейството на хлебопекари от пруско потекло. Там той посещава основното училище Сейнт Мери. След това завършва средното училище в града. Получава бакалавърска степен по биология и химия от университета на Минесота Дълют, а по-късно става доктор по медицина от Йейлския университет. След като завършва квалификацията си по вътрешни болести от медицинското училище към Вашингтонския университет в Сейнт Луис, Мисури, Кобилка работи като постдокторантски изследовател при Робърт Лефковиц в университета „Дюк“, където започва работа по клонирането на бета-2 адренорецептор. През 1989 г. се премества в Станфордския университет.

## Научна дейност
Кобилка става известен с изследванията си върху структурата и активността на G протеин-свързаните рецептори (GPCR). Лабораторията на Кобилка определя молекулярната структура на бета-2 адренорецептора. Това постижение е често цитирано от други учени, тъй като GPCR са важни мишени за фармацевтичните терапевти, но са ужасно трудни за работа с рентгенова кристалография. Преди това, родопсинът е единственият GPCR, чиято структура е определена с добра резолюция. Структурата на бета-2 адренорецептора скоро е последвана от определянето на молекулярната структура на още няколко GPCR.
През 2011 г. е избран за член на Националната академия на науките на САЩ, а през 2012 г. е награден с Нобелова награда за химия. Той е съучредител на биотехнологичната компания ConfometRx.